# Марш ан Фамен (окръг)
Марш ан Фамен (на френски: Marche-en-Famenne) е окръг в Югоизточна Белгия, провинция Люксембург. Площта му е 954 km², а населението – 56 143 души (по приблизителна оценка от януари 2018 г.). Административен център е град Марш ан Фамен.